# هانز جيرت بوترينغ
هانز جيرت بوترينغ (ولد في 15 سبتمبر 1945) هو محام ألماني ومؤرخ وسياسي محافظ (الاتحاد الديمقراطي المسيحي، حزب الشعب الأوروبي)، شغل منصب رئيس البرلمان الأوروبي من يناير 2007 إلى يوليو 2009 وهو رئيس لمؤسسة كونراد أديناور التابعة للاتحاد الديمقراطي المسيحي من عام 2010 حتى عام 2017.